# Orthophlebiidae
Orthophlebiidae (лат.) — семейство вымерших насекомых из отряда скорпионниц (Mecoptera), живших во времена триасового — мелового периодов (247,2—112,03 млн лет назад). На 2020 год к семейству относят 119 видов. Наряду с Permochoristidae, является самым крупным семейством ископаемых скорпионниц. Считается парафилетическим, так как включает предков клады Panorpoidea, к которой относятся современные семейства Panorpidae и Panorpodidae. У самцов первый сегмент лапок последней пары ног был расширен, что является одним из проявлений полового диморфизма.

## Роды
По данным сайта Paleobiology Database, на февраль 2021 года в семейство включают 11 вымерших родов:
- Choristopanorpa Riek, 1950
- Cretacochorista Jell & Duncan, 1986
- Gigaphlebia Soszyńska-Maj & Krzemiński, 2018
- Juraphlebia Soszyńska-Maj & Krzemiński, 2019
- Longiphlebia Soszyńska-Maj & Krzemiński, 2018
- Mesopanorpa Handlirsch, 1906
- Mesorthophlebia Willmann, 1989
- Orthophlebia Westwood, 1845
- Parachorista Lin, 1976
- Parorthophlebia Bode, 1953
- Stenopanorpa Handlirsch, 1906